# Slagmark
 For alternative betydninger, se Slagmark (flertydig). (Se også artikler, som begynder med Slagmark)
En slagmark (eller valplads) er betegnelsen for det stykke land, hvor et slag, oftest som del af en krig, fysisk udkæmpes.
I nordisk mytologi kendes f.eks. Idasletten foran Valhalla.
| Militær | Spire Denne artikel om militær er en spire som bør udbygges. Du er velkommen til at hjælpe Wikipedia ved at udvide den. |